# Langeweide
Langeweide is een buurtschap behorende tot de gemeente Bodegraven-Reeuwijk in de Nederlandse provincie Zuid-Holland. 
De buurtschap lag ten westen van Driebruggen. Maar door uitbreidingen is het dorp Driebruggen 'tussen' Langeweide komen te liggen. Het gedeelte van Langeweide dat ten zuiden van Driebruggen ligt, wordt Hoogeind (of Langeweide-Zuid) genoemd. Het gedeelte van Langeweide dat ten noorden van Driebruggen ligt, wordt Laageind (of Langeweide-Noord) genoemd.
De buurtschap behoorde samen met het dorp Driebruggen en de polders Ruige Weide en Kortehoeven tot de voormalige gemeente Lange Ruige Weide. De buurtschap telde in 2007 100 inwoners.

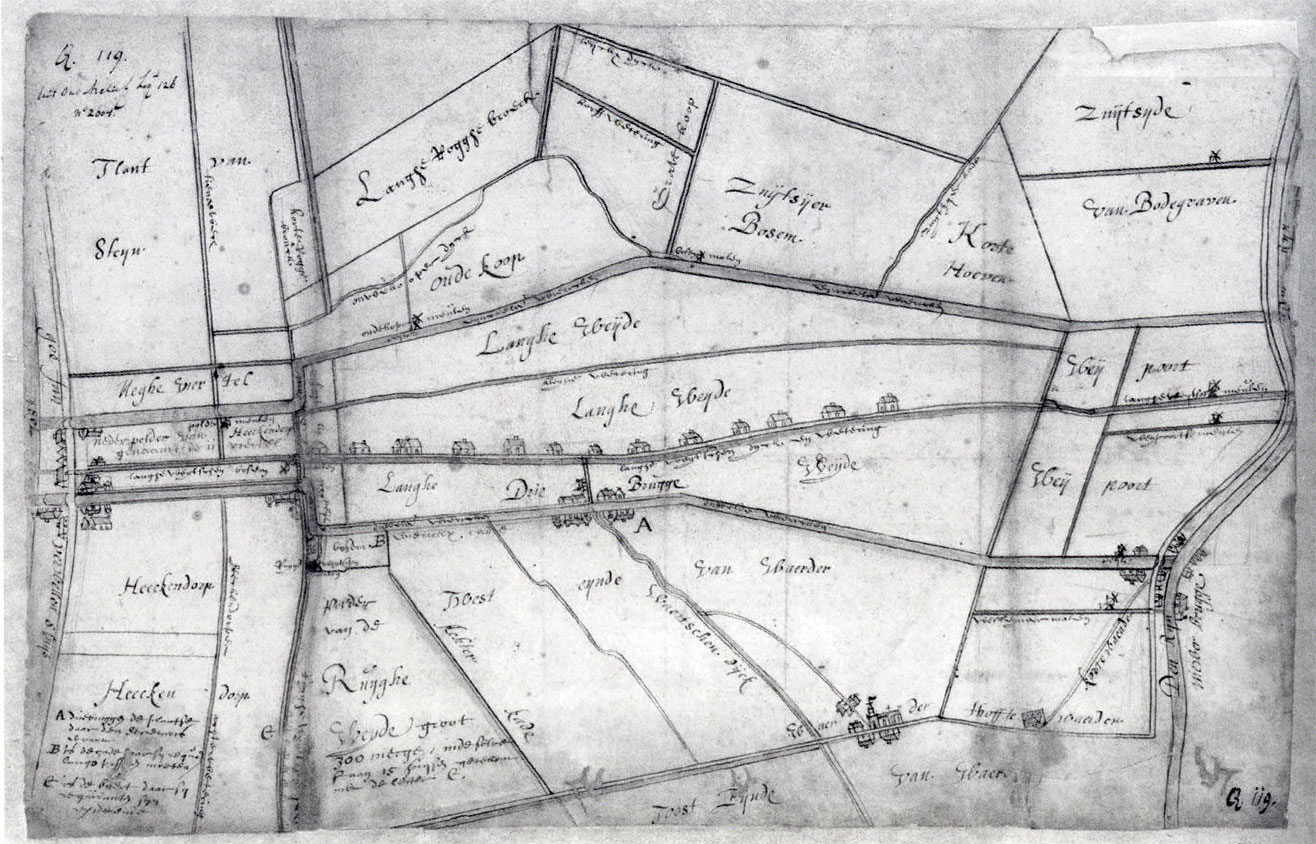
Lange en Ruige Weide (1612)
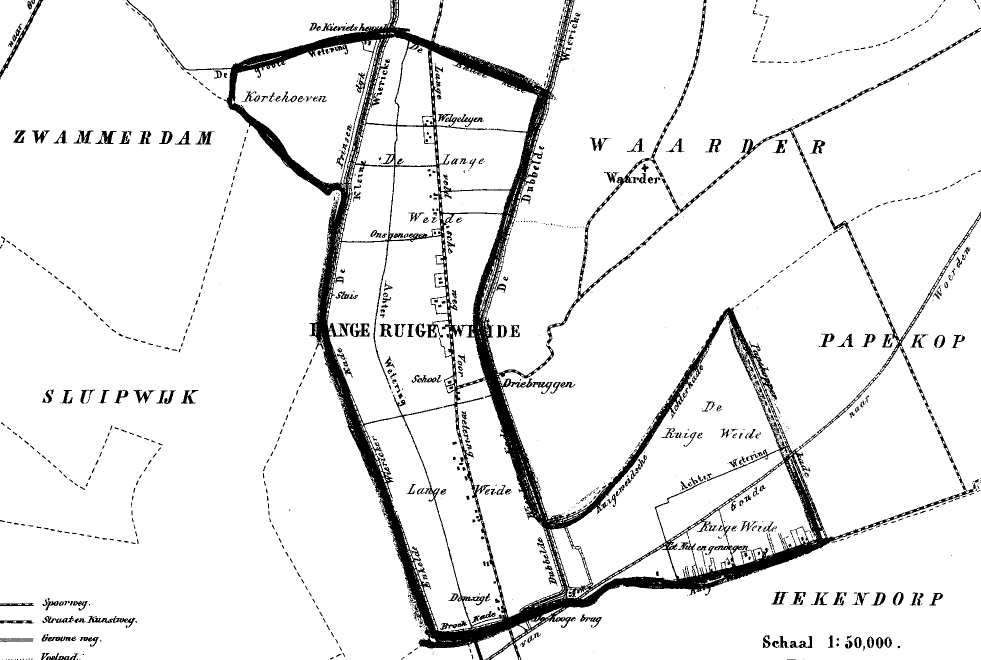
Langeweide (circa 1870)
Met rood Hoogeind aangegeven
Met rood Laageind aangegeven

Dorpen: Bodegraven · De Meije · Driebruggen · Nieuwerbrug · Reeuwijk-Brug · Reeuwijk-Dorp · Sluipwijk · Waarder

Buurtschappen: Abessinië · De Bree · Foreest · Hogebrug · Langeweide · Middelburg (deels) · Molenbrug · Noordzijde · Oosteinde · Oud-Reeuwijk · Oud-Bodegraven · Oudeweg · Oukoop · Platteweg · Randenburg · Tempel · Twaalfmorgen · Vogelzang/Blindeweg · Westeinde · Weijland · Weijpoort · Zuidzijde

Zuid-Holland: Steden en dorpen      Nederland: Provincies · Gemeenten